# Berlinale 2016
La Berlinale 2016, 66e édition du festival international du film de Berlin (66. Internationalen Filmfestspiele Berlin), se déroule du 11 au 21 février 2016.

## Déroulement et faits marquants

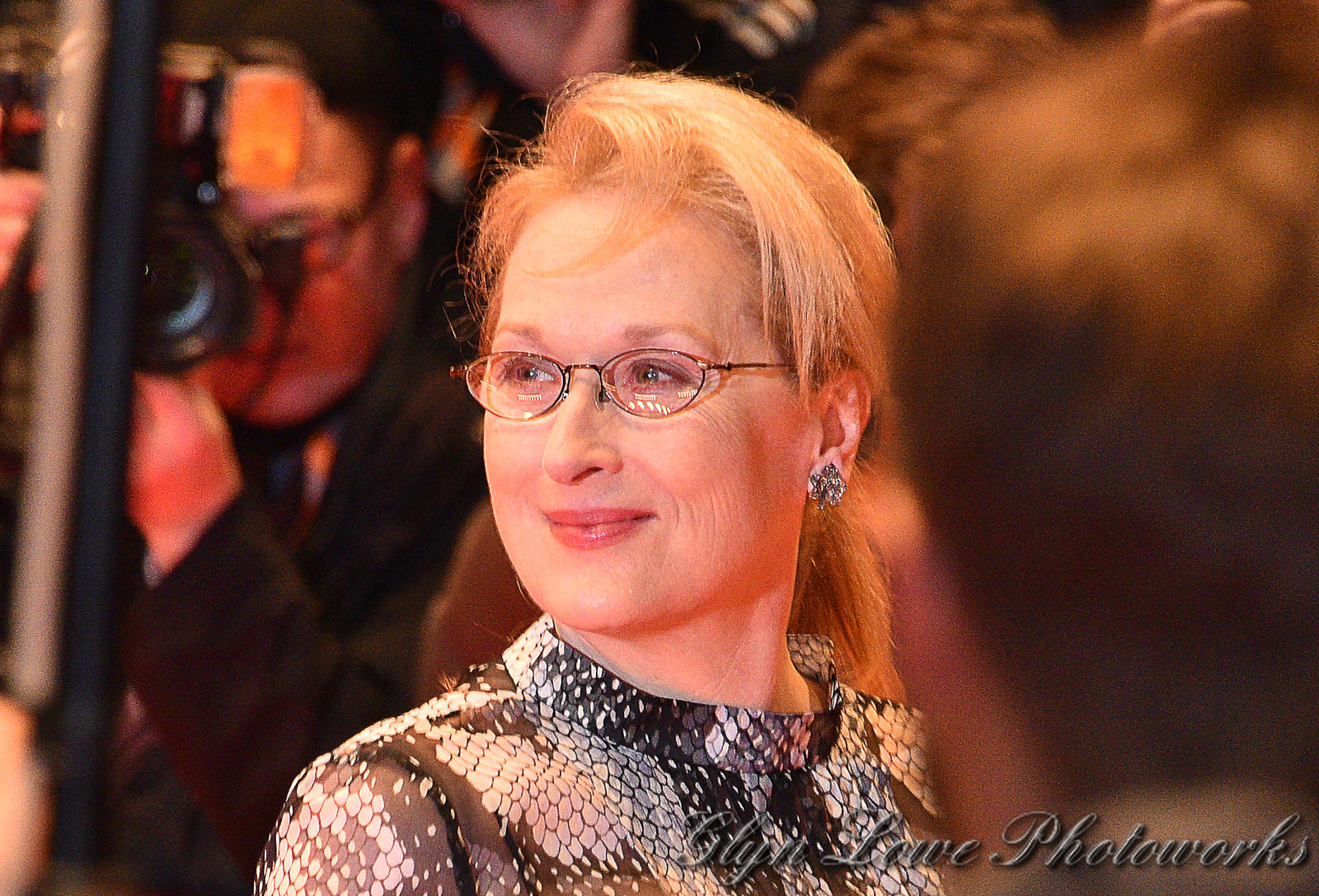
Meryl Streep à la cérémonie d'ouverture de la Berlinale 2016.

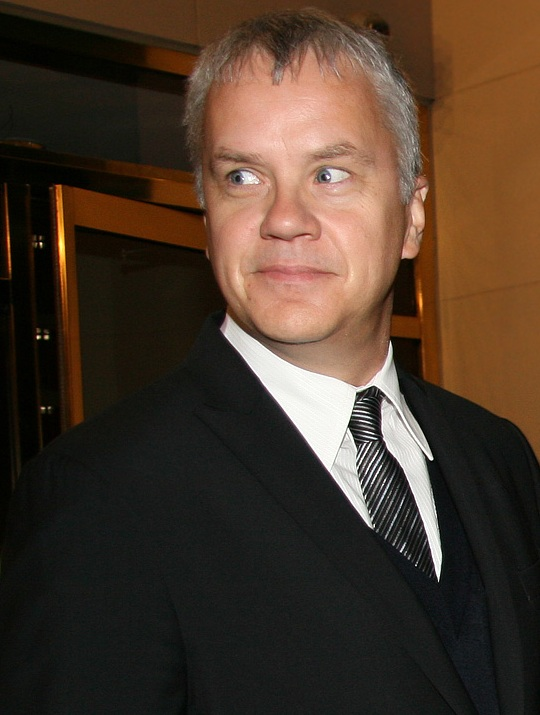
Tim Robbins, récipendiaire de la Caméra de la Berlinale.

Le mercredi 14 octobre 2015 les organisateurs du festival annoncent que c'est la comédienne américaine Meryl Streep qui présidera le jury international,. Streep avait reçu la Caméra de la Berlinale en 1999, l'Ours d'argent de la meilleure actrice (ex æquo avec Julianne Moore et Nicole Kidman) en 2003, et avait reçu un Ours d'or d'honneur lors de la 62e édition du festival en 2012.
Fin novembre 2015, il est annoncé que c'est Michael Ballhaus, directeur de la photographie, qui recevra l'Ours d'or d'honneur au cours de la 66e Berlinale. Il avait déjà reçu la Caméra de la Berlinale au festival de 2006.
Le 4 décembre 2015, il est annoncé que le film d'ouverture sera Ave, César ! de Joel et Ethan Coen,.
Lors d'une conférence de presse, le 11 décembre 2015, huit films (cinq en compétition pour l'Ours d'or et trois en présentation spéciale) sont dévoilés. Le 11 janvier 2016 a lieu une nouvelle conférence de presse qui annonce neuf films en compétitions.
Cinq œuvres sont annoncées dans une conférence de presse, le 18 janvier 2016, dans la section présentation spéciale.
Les 20 janvier 2016 et 21 janvier 2016, lors des deux dernières conférences de presses concernant les films sélectionnés, l'ensemble des films sont dévoilés des sections Compétition, Hors compétition et Panorama.
C'est le 2 février 2016, le même jour que l'annonce du président du jury du Festival de Cannes 2016 que sont annoncés les membres du jury international (dont le comédien britannique Clive Owen) et les trois jurés du meilleur premier film. Les lauréats de trois Caméra de la Berlinale sont également annoncés, avec notamment l'acteur américain Tim Robbins qui était membre du jury international en 2013.

## Jury

### Jury international

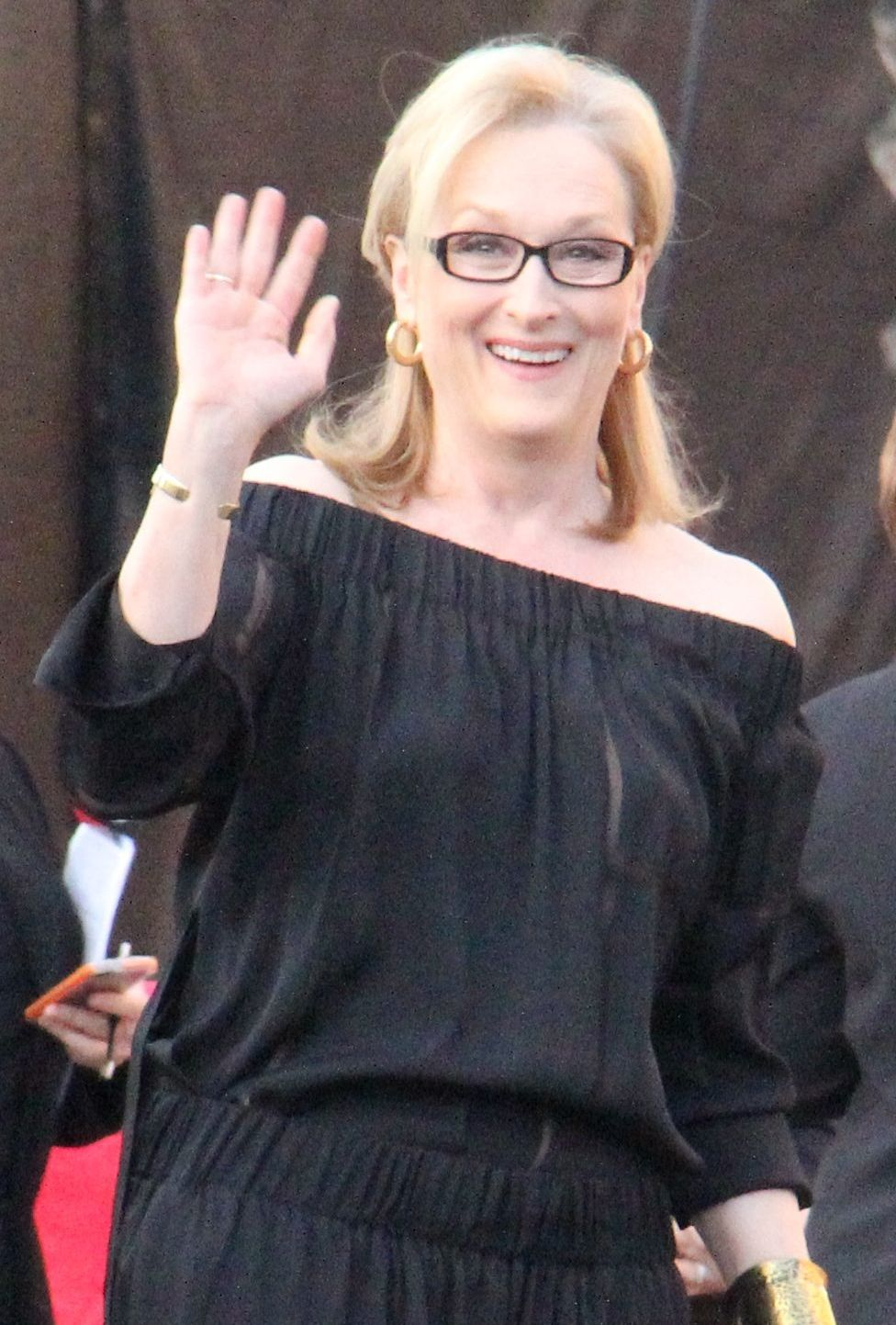
Meryl Streep, présidente du jury international 2016.

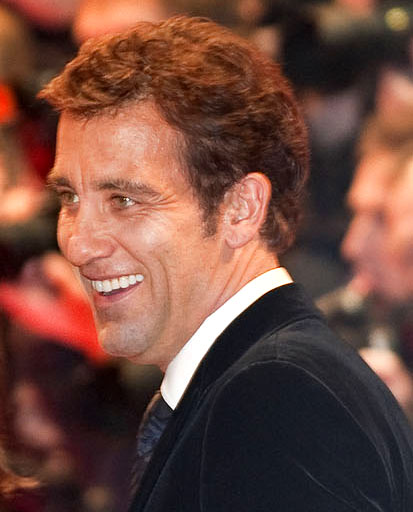
Clive Owen, membre du jury international.

- Meryl Streep (présidente du jury), comédienne  États-Unis
- Lars Eidinger, acteur  Allemagne
- Nick James, critique de film  Royaume-Uni
- Brigitte Lacombe, photographe  France
- Clive Owen, comédien  Royaume-Uni
- Alba Rohrwacher, actrice  Italie
- Małgorzata Szumowska, réalisatrice  Pologne

### Autres jurys

#### Jury international des courts métrages
- Sheikha Hoor Al-Qasimi, présidente de la Sharjah Art Foundation  Émirats arabes unis
- Katerina Gregos, écrivain et conférencière  Grèce
- Avi Mograbi, réalisateur et acteur  Israël

#### Jurys Generation
Generation 14Plus
- Sam de Jong, réalisateur  Allemagne
- Petros Silvestros, réalisateur  Royaume-Uni
- Liz Watts, productrice  Australie

Generation Kplus
- Anne Kodura, réalisatrice, productrice et scénariste  Allemagne
- Nagesh Kukunoor, réalisateur  Inde
- Kathy Loizou, cofondatrice et directrice de Children’s Media Conference  Royaume-Uni

Jury des enfants et jury des jeunes
- Onze enfants de Berlin, de 12 à 14 ans, ont été invités à être Jury des enfants; et sept adolescents sur le Jury des jeunes. Ils attribueront les Ours de cristal pour le meilleur courts et longs métrages dans leurs sélections respectives.

#### Jury du prix du meilleur premier film
- Michel Franco, réalisateur et producteur •  Mexique
- Enrico Lo Verso, comédien •  Italie
- Ursula Meier, réalisatrice •  France  Suisse

## Sélections

### Compétition
La sélection officielle en compétition se compose de 18 films.
| Titre                              | Titre original            | Réalisation          | Pays                         | Distribution                                               |
| ---------------------------------- | ------------------------- | -------------------- | ---------------------------- | ---------------------------------------------------------- |
| 24 Wochen                          |                           | Anne Zohra Berrached | Allemagne                    |                                                            |
| Seul dans Berlin                   |                           | Vincent Perez        | Allemagne France Royaume-Uni | Brendan Gleeson, Emma Thompson, Daniel Brühl               |
| L'Avenir                           |                           | Mia Hansen-Løve      | France Allemagne             | Isabelle Huppert, Roman Kolinka, Édith Scob                |
| Boris sans Béatrice                |                           | Denis Côté           | Canada                       | James Hyndman, Simone-Elise Girard, Denis Lavant           |
| Crosscurrent                       | Chang jiang tu            | Yang Chao            | Chine                        |                                                            |
| Lettres de la guerre               | Cartas da Guerra          | Ivo Ferreira         | Portugal                     | Miguel Nunes, Margarida Vila-Nova                          |
| Valley of Stars                    | Ejdeha Vared Mishavad!    | Mani Haghighi        | Iran                         | Amir Jadidi, Homayoun Ghanizadeh, Ehsan Goudarzi           |
| Fuocoammare                        | Fuocoammare               | Gianfranco Rosi      | Italie France                | documentaire                                               |
| Genius                             |                           | Michael Grandage     | Royaume-Uni États-Unis       | Colin Firth, Jude Law, Nicole Kidman                       |
| Hedi, un vent de liberté           | Inhebbek Hedi             | Mohamed Ben Attia    | Tunisie                      | Majd Mastoura, Rym Ben Messaoud, Sabah Bouzouita           |
| A Lullaby to the Sorrowful Mystery | Hele Sa Hiwagang Hapis    | Lav Diaz             | Philippines Singapour        | John Lloyd Cruz, Piolo Pascual, Hazel Orencio              |
| La Communauté                      | Kollektivet               | Thomas Vinterberg    | Danemark Suède Pays-Bas      | Trine Dyrholm, Ulrich Thomsen, Helene Reingaard Neumann    |
| Midnight Special                   |                           | Jeff Nichols         | États-Unis                   | Michael Shannon, Joel Edgerton, Kirsten Dunst, Adam Driver |
| Quand on a 17 ans                  |                           | André Téchiné        | France                       | Sandrine Kiberlain, Kacey Mottet-Klein, Alexis Loret       |
| Mort à Sarajevo                    | Smrt u Sarajevu           | Danis Tanović        | France Bosnie-Herzégovine    | Jacques Weber, Snežana Vidović, Izudin Bajrović            |
| Soy Nero                           |                           | Rafi Pitts           | France Mexique Allemagne     | Johnny Ortiz, Rory Cochrane, Joel McKinnon Miller          |
| Zero Days                          |                           | Alex Gibney          | États-Unis                   | documentaire                                               |
| United States of Love              | Zjednoczone Stany Miłosci | Tomasz Wasilewski    | Pologne Suède                | Julia Kijowska, Magdalena Cielecka, Dorota Kolak           |

### Hors compétition
5 films sont présentés hors compétition.
| Titre                            | Titre original | Réalisation                        | Pays             | Distribution                                         |
| -------------------------------- | -------------- | ---------------------------------- | ---------------- | ---------------------------------------------------- |
| Ave, César ! (film d'ouverture)  | Hail, Caesar!  | Joel et Ethan Coen                 | États-Unis       | George Clooney, Josh Brolin, Scarlett Johansson      |
| Chi-Raq                          |                | Spike Lee                          | États-Unis       | Teyonah Parris, John Cusack, Samuel L. Jackson       |
| Des nouvelles de la planète Mars |                | Dominik Moll                       | France Belgique  | François Damiens, Vincent Macaigne, Veerle Baetens   |
| Mahana                           |                | Lee Tamahori                       | Nouvelle-Zélande | Temuera Morrison, Nancy Brunning, Te Kohe Tuhaka     |
| Saint Amour                      |                | Benoît Delépine et Gustave Kervern | France Belgique  | Gérard Depardieu, Benoît Poelvoorde, Vincent Lacoste |

### Berlinale Special
| Titre                                                       | Titre original | Réalisation / production                                       | Pays                   | Format                                               |
| ----------------------------------------------------------- | -------------- | -------------------------------------------------------------- | ---------------------- | ---------------------------------------------------- |
| The Music of Strangers: Yo-Yo Ma and the Silk Road Ensemble |                | Morgan Neville                                                 | États-Unis             | Documentaire                                         |
| The Seasons in Quincy: Four Portraits of John Berger        |                | Colin MacCabe, Christopher Roth Bartek Dziadosz, Tilda Swinton | Royaume-Uni            | Documentaire                                         |
| Where to Invade Next                                        |                | Michael Moore                                                  | États-Unis             | Documentaire                                         |
| Better Call Saul                                            |                | Vince Gilligan et Peter Gould                                  | États-Unis             | Série télévisée (2e saison)                          |
| The Night Manager                                           |                | Susanne Bier                                                   | États-Unis Royaume-Uni | Mini-série                                           |
| Love, Nina                                                  |                | Nick Hornby                                                    | Royaume-Uni            | Mini-série                                           |
| Creepy                                                      | Kurîpî         | Kiyoshi Kurosawa                                               | Japon                  | Hidetoshi Nishijima, Yuko Takeuchi, Haruna Kawaguchi |
| Miles Ahead                                                 |                | Don Cheadle                                                    | États-Unis             | Don Cheadle, Ewan McGregor, Michael Stuhlbarg        |
| A Quiet Passion                                             |                | Terence Davies                                                 | Royaume-Uni            | Cynthia Nixon, Keith Carradine, Jennifer Ehle        |
| A Serious Game                                              |                | Pernilla August                                                | Suède                  | Michael Nyqvist, Mikkel Boe Følsgaard, Liv Mjönes    |
| National Bird                                               |                | Sonia Kennebeck                                                | Allemagne              | film documentaire                                    |

### Panorama
Dans la section « Panorama », 51 films venant de 33 pays ont été présentés, dont 34 longs métrages de fiction et 17 documentaires.

#### Films de fiction
- Aloys de Tobias Nölle (Suisse/France)
- Antes o tempo não acabava (Time Was Endless) de Sérgio Andrade et Fábio Baldo (Brésil/Allemagne)
- Aquí no ha pasado nada (Tout va bien) d'Alejandro Fernández Almendras (Chili/États-Unis/France)
- Auf Einmal – Deutschland d'Aslı Özge (Allemagne/Pays-Bas/France)
- Goat de Andrew Neel (États-Unis)
- Grüße aus Fukushima (Fukushima, mon amour) de Doris Dörrie (Allemagne)
- La helada negra (The Black Frost (en)) de Maximiliano Schonfeld (Argentine)
- Indignation de James Schamus (États-Unis)
- Já, Olga Hepnarová (Moi, Olga Hepnarová) de Tomáš Weinreb et Petr Kazda (République tchèque/Pologne/Slovaquie/France)
- Jonathan de Piotr J. Lewandowski (Allemagne)
- Jug-yeo-ju-neun Yeo-ja (The Bacchus Lady) de E J-yong (Corée du Sud)
- Junction 48 (en) de Udi Aloni (Israël/Allemagne/États-Unis)
- Kater (Tomcat) de Händl Klaus (Autriche)
- Lantouri de Reza Dormishian (Iran)
- Brooklyn Village (Little Men) de Ira Sachs (États-Unis) – Cross-Section Generation
- Mãe só há uma (D'une famille à l'autre) d'Anna Muylaert (Brésil)
- Maggie's Plan (Maggie a un plan) de Rebecca Miller (États-Unis)
- Nakom (en) de Kelly Daniela Norris et TW Pittman (Ghana/États-Unis)
- Nunca vas a estar solo (es) (You’ll Never Be Alone) d'Álex Anwandter (en) (Chili)
- Les Premiers, les Derniers (The First, the Last) de Bouli Lanners (France/Belgique)
- Ranenyy Angel (The Wounded Angel) d'Émir Bayğazin (Kazakhstan/France/Allemagne)
- Remainder d'Omer Fast (en) (Grande-Bretagne/Allemagne)
- El rey del Once (The Tenth Man) de Daniel Burman (Argentine)
- La Route d'Istanbul (Road to Istanbul) de Rachid Bouchareb (Algérie/France/Belgique)
- S one strane (On the Other Side) de Zrinko Ogresta (en) (Croatie/Serbie)
- San Fu Tian (Dog Days) de Jordan Schiele (Hong Kong/Chine)
- Shelley d'Ali Abbasi (Danemark/Suède)
- Shepherds and Butchers d'Oliver Schmitz (Afrique du Sud/États-Unis/Allemagne)
- Affame ton chien de Hicham Lasri (Maroc)
- Sufat Chol (Sand Storm) d'Elite Zexer (Israël)
- Théo & Hugo (Théo et Hugo dans le même bateau) d'Olivier Ducastel et Jacques Martineau (France)
- The Ones Below de David Farr (Royaume-Uni)
- War on Everyone : Au-dessus des lois (War on Everyone) de John Michael McDonagh (Royaume-Uni)
- While the Women Are Sleeping de Wayne Wang (Japon)

## Hommages
Le Festival de Berlin rend hommages à trois artistes décédés en janvier 2016 :
- David Bowie, chanteur et acteur  Royaume-Uni (avec la diffusion du film L'Homme qui venait d'ailleurs)
- Alan Rickman, comédien et réalisateur  Royaume-Uni (avec la diffusion du film Raison et Sentiments)
- Ettore Scola, réalisateur  Italie (avec la diffusion du film Le Bal)

## Palmarès

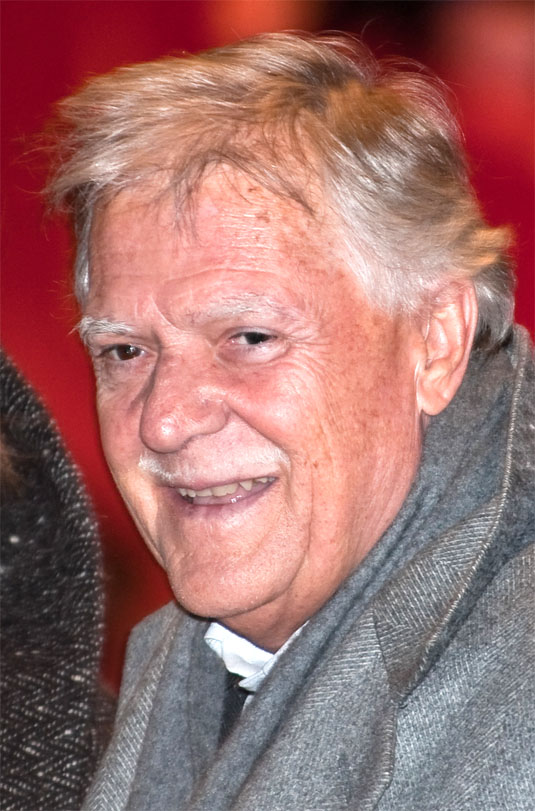
Michael Ballhaus (ici en 2010 à la Berlinale) récipiendaire de l'Ours d'or d'honneur.

### Compétition officielle
| Prix                                                  | Attribué à                                     | Pays               |
| ----------------------------------------------------- | ---------------------------------------------- | ------------------ |
| Ours d'or                                             | Fuocoammare de Gianfranco Rosi                 | Italie             |
| Grand prix du jury                                    | Mort à Sarajevo de Danis Tanović               | Bosnie-Herzégovine |
| Ours d'argent du meilleur réalisateur                 | Mia Hansen-Løve pour L'Avenir                  | France             |
| Ours d'argent du meilleur acteur                      | Majd Mastoura pour Hedi, un vent de liberté    | Tunisie            |
| Ours d'argent de la meilleure actrice                 | Trine Dyrholm pour La Communauté               | Danemark           |
| Ours d'argent du meilleur scénario                    | Tomasz Wasilewski pour United States of Love   | Pologne            |
| Ours d'argent de la meilleure contribution artistique | Mark Lee Ping Bin pour Crosscurrent            | Chine              |
| Prix Alfred-Bauer                                     | A Lullaby to the Sorrowful Mystery de Lav Diaz | Philippines        |

### Prix du meilleur premier film
| Prix                  | Attribué à                                    | Pays             |
| --------------------- | --------------------------------------------- | ---------------- |
| Meilleur premier film | Hedi, un vent de liberté de Mohamed ben Attia | Tunisie Belgique |

### Prix spéciaux
| Prix                   | Attribué à       | Pays       |
| ---------------------- | ---------------- | ---------- |
| Ours d'or d'honneur    | Michael Ballhaus | Allemagne  |
| Caméra de la Berlinale | Ben Barenholtz   | Ukraine    |
| Caméra de la Berlinale | Tim Robbins      | États-Unis |
| Caméra de la Berlinale | Marlies Kirchner | Allemagne  |

### Prix FIPRESCI
| Prix          | Attribué à                                         | Pays                      |
| ------------- | -------------------------------------------------- | ------------------------- |
| Prix Fipresci | Mort à Sarajevo (Smrt u Sarajevu) de Danis Tanovic | France Bosnie-Herzégovine |
| Prix Fipresci | Aloys de Tobias Nölle                              | Suisse France             |
| Prix Fipresci | The Revolution Won't Be Televised de Rama Thiaw    | Sénégal                   |

### Prix œcuménique
- Fuocoammare de Gianfranco Rosi

### Teddy Award
- Kater de Händl Klaus